# Сніговий покрив

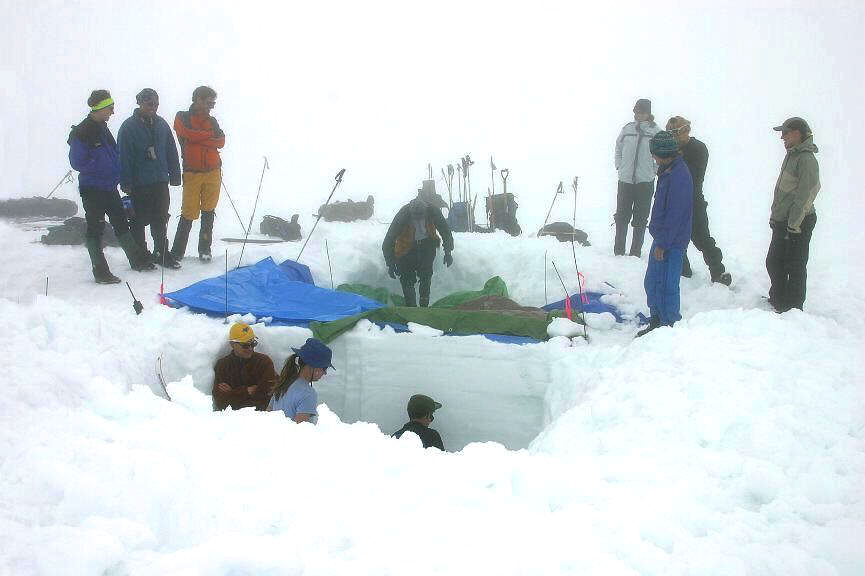
Копання снігової ями на льодовику Таку на Алясці для вимірювання глибини та щільності снігового покриву

Сніговий покрив у горах Кавказу. Перевал Середній Цанер.

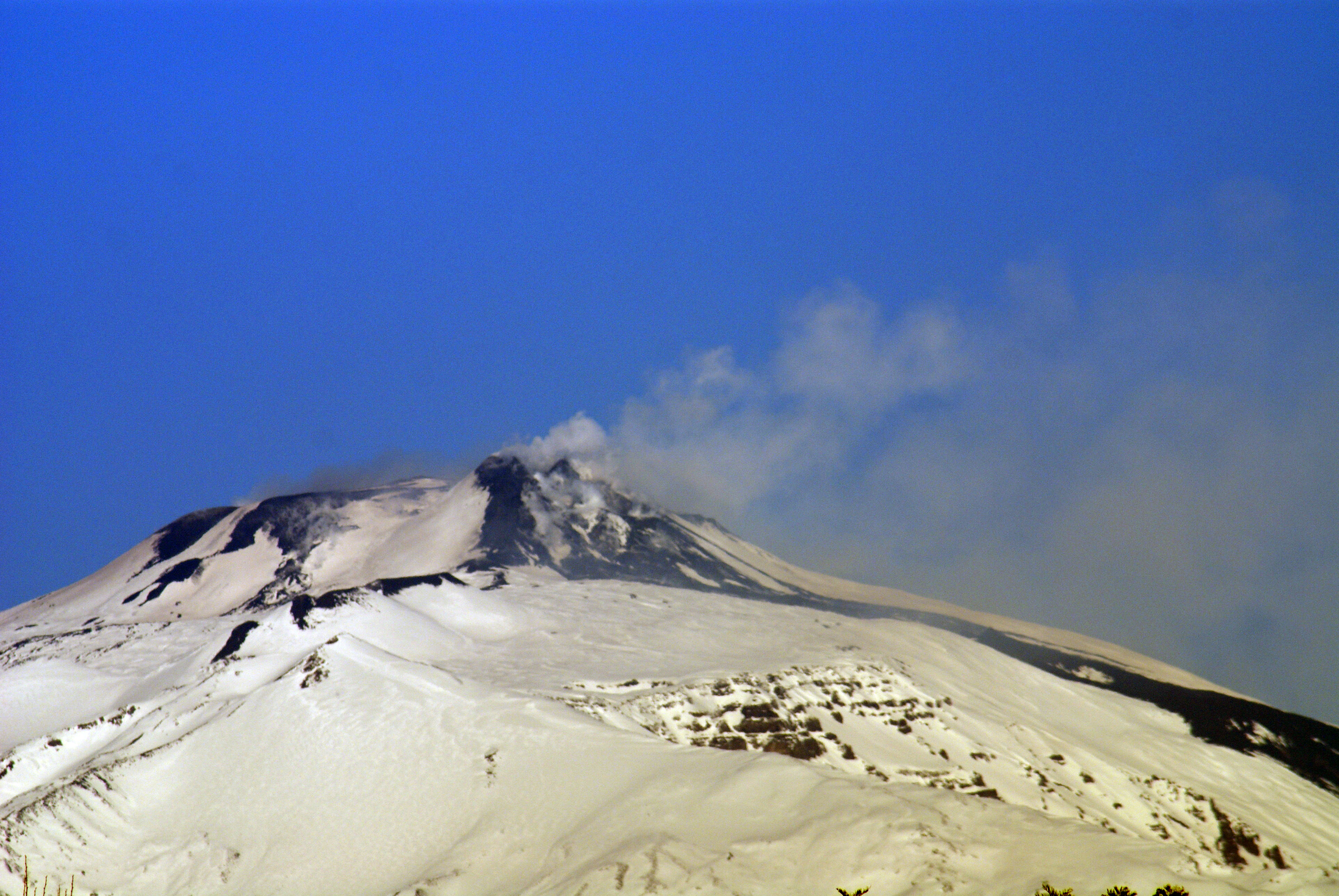
Сніговий покрив на Етні

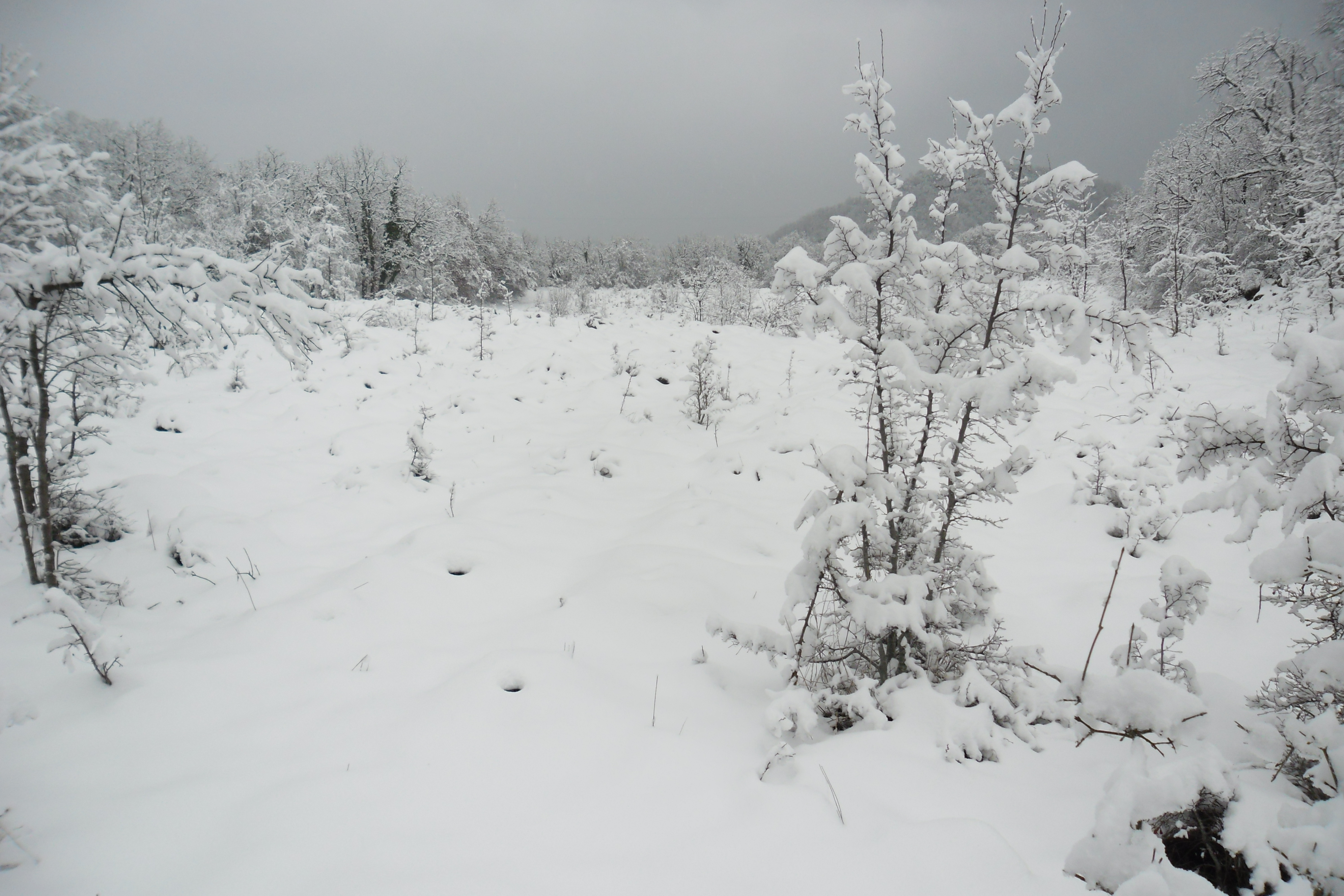
Засніжена галявина. Крим. Україна.

Сніговий покрив утворюється з шарів снігу, які накопичуються в географічних регіонах і на високих висотах, де клімат включає холодну погоду протягом тривалих періодів протягом року. 

## Загальний опис
Снігові покриви є важливим водним ресурсом, який живить потоки та річки, коли вони тануть. Таким чином, снігові покриви є як джерелом питної води для багатьох громад, так і потенційним джерелом повеней (у разі раптового танення). Снігові покриви також додають масу до льодовиків у зоні накопичення.
Оцінка формування та стійкості снігового покриву є важливою для вивчення та прогнозування лавин. Вчені вивчають фізичні властивості снігу за різних умов та їх еволюцію, а точніше сніговий метаморфізм снігову гідрологію (тобто внесок танення снігу в гідрологію водозбірного басейну), еволюцію снігового покриву зі зміною клімату і його вплив на зворотний зв’язок лід–альбедо та гідрологію, як на землі, так і за допомогою дистанційного зондування. Сніг також досліджується в більш глобальному контексті впливу на середовище проживання тварин і сукцесії рослин. Важливі зусилля докладаються для класифікації снігу як гідрометеора, так і на землі.

## Наукові додатки

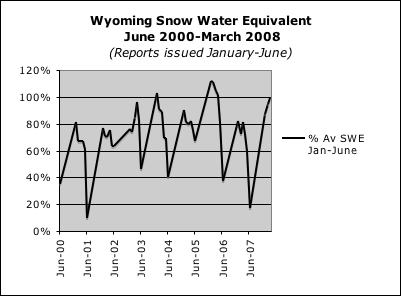
Графік зміни снігового покриву штату Вайомінг

Моделювання снігового покриву виконується для стабільності снігу, прогнозування повеней, управління водними ресурсами та вивчення клімату. Моделювання снігового покриву здійснюється за допомогою простих статистичних методів, таких як градусо-день, або складних фізичних моделей енергетичного балансу, таких як модель SNOWPACK, модель CROCUS або SNOWMODEL.